# Extensions (album)
Extensions est un album du Dave Holland Quartet.

## Description
Extensions fut nommé « album de l’année 1989 » par le magazine DownBeat. On y trouve des collaborateurs habituels de Holland, comme Steve Coleman et Marvin Smitty Smith, mais aussi Kevin Eubanks, dont c’est le seul enregistrement avec le bassiste anglais (jusqu'à l'album Another Land en 2021). L’album est constitué de compositions des membres du quartet, deux par musicien (excepté le batteur), et se révèle comme une session post-bop de haute qualité.

## Titres
1. Nemesis (Eubanks) (11:36)
2. Processional (Holland) (7:21)
3. Black Hole (Coleman) (10:15)
4. The Oracle (Holland) (14:37)
5. 101° Fahrenheit (Slow Meltdown) (Coleman) (4:56)
6. Color Of Ming (Eubanks) (10:11)

## Musiciens
- Dave Holland – Basse
- Steve Coleman – Saxophone Alto
- Kevin Eubanks – Guitare
- Marvin Smitty Smith – Batterie